# NGC 1060
NGC 1060 là một thiên hà hình hạt đậu cách Trái Đất khoảng 256 triệu năm ánh sáng nằm trong chòm sao Tam Giác. Nó được William Herschel phát hiện ngày 12 tháng 9 năm 1784.

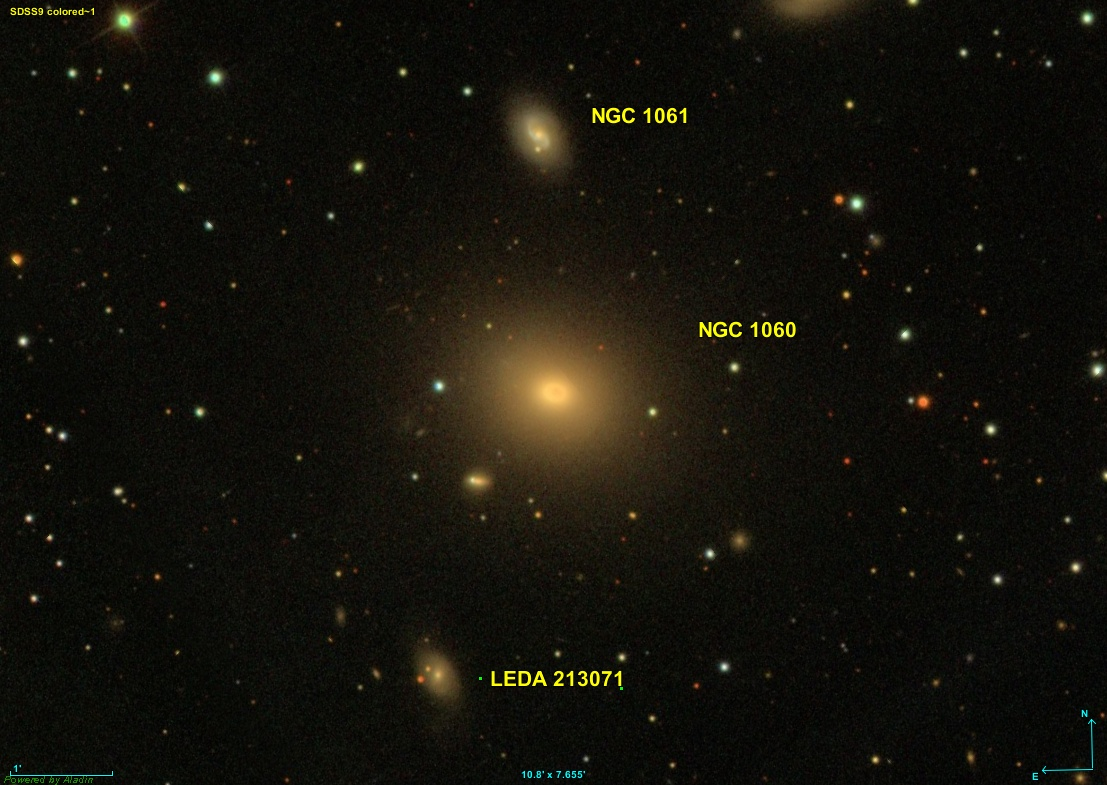
NGC 1060 và các thiên hà lân cận (SDSS)

NGC 1060 là thành viên sáng nhất của nhóm thiên hà LGG 72, chứa tới 15 thiên hà. Không gian ngoài thiên hà (IGM) trong hệ thống này bị xáo trộn mạnh, với các đỉnh tia X riêng biệt tập trung vào hai thiên hà chính của nhóm là NGC 1060 và NGC 1066. Một vòng cung khí nóng rộng ∼250 kpc đang liên kết hai thiên hà này. Hệ thống này dường như đang trải qua một cuộc sáp nhập, có thể đã kích hoạt hoạt động hạt nhân trong NGC 1060.
Vào năm 2013, một nguồn tia quy mô nhỏ (20 giây cung/7,4 kpc) đã được phát hiện trong NGC 1060, cho thấy tàn dư của một vụ bùng nổ công suất thấp, cũ. Phát xạ vô tuyến phát sinh từ nguồn tia này cũng được phát hiện.
NGC 1060 là một thiên hà hoạt động, với nhân thiên hà hoạt động (AGN) đã được xác nhận.

## Siêu tân tinh SN 2004fd
Siêu tân tinh SN 2004fd có cấp sao 15,70 được phát hiện trong NGC 1060 vào ngày 22 tháng 10 năm 2004. Nó được Tom Boles phát hiện khi sử dụng kính viễn vọng Schmidt-Cassegrain 0,35 m trong quá trình tìm kiếm thuộc Tuần tra Tân tinh/Siêu tân tinh của Anh. Siêu tân tinh này được phân loại là loại la và nằm rất gần nhân của thiên hà chủ của nó (tọa độ thiên thể kỷ nguyên J2000: Xích kinh 02h 43m 15,20s, Xích vĩ +32° 25' 26,00").